# Squeeze Box/Success Story
Squeeze Box/Success Story è un singolo del gruppo rock inglese The Who, pubblicato nel 1975 negli USA e nel 1976 nel Regno Unito.

## Tracce
Lato A
1. Squeeze Box – 2:39 (Pete Townshend)

Lato B
1. Success Story – 3:24 (John Entwistle)

## Formazione
- Roger Daltrey – voce, tamburello
- John Entwistle – basso, cori
- Keith Moon – batteria
- Pete Townshend – chitarra acustica, chitarra elettrica, banjo, fisarmonica, cori

## Cover
Una cover della canzone Squeeze Box è stata realizzata dal gruppo glam metal statunitense Poison. Il brano è stato pubblicato come singolo nel 2002 ed è inserito negli album Hollyweird (2002) e Poison'd! (2007).